# Draba darwasica
Draba darwasica là một loài thực vật có hoa trong họ Cải. Loài này được Lipsky mô tả khoa học đầu tiên năm 1904.